# Nephargynnis kaszabi
Nephargynnis kaszabi är en fjärilsart som beskrevs av Forster 1971. Nephargynnis kaszabi ingår i släktet Nephargynnis och familjen praktfjärilar. Inga underarter finns listade i Catalogue of Life.